# Pterocryptus niger
Pterocryptus niger är en stekelart som beskrevs av Szepligeti 1916. Pterocryptus niger ingår i släktet Pterocryptus och familjen brokparasitsteklar. Inga underarter finns listade i Catalogue of Life.